# Schöner (krater)
Schöner är en nedslagskrater på planeten Mars. Kratern har en diameter på ungefär 198 km.
1976 uppkallades den efter den tyske matematikern och astronomen Johannes Schöner.